# Финале Купа победника купова у фудбалу 1966.
Финале Купа победника купова 1966. одржано је на стадиону Хемпден парк у Глазгову 5. маја 1966. пред око 41.000 гледалаца. Утакмица је играна између Борусије из Дортмунда и Ливерпула, а завршена је резултатом 2:1 за екипу Борусије. Такмичење је било једно од три фудбалска такмичења која је у то време водила УЕФА. Обе екипе су морале да прођу кроз четири квалификационе рунде пре него што се пласирају у финале.
Финале је завршено у регуларном делу резултатом 1-1. У продужецима, Борусија Дортмунд је победила голом Рајнхарда Либуде.

## Пут до финала
Резултати финалиста до финала су приказани укупно после два меча :
| - Борусија Дортмунд - 1. коло — Флоријана 13 : 1 - 2. коло — ЦСКА Софија 5 : 4 - Четвртфинале — Атлетико Мадрид 2 : 1 - Полуфинале — Вест Хем јунајтед 5 : 2 |  | - Ливерпул - Јувентус 2 : 1 - Стандард Лијеж 5 : 2 - Хонвед 2 : 0 - Селтик 2 : 1 |

## Утакмица

### Детаљи меча
| Борусија Дортмунд      | 2–1 (п. с. н.) | Ливерпул |
| ---------------------- | -------------- | -------- |
| Хелд 61’ · Либуда 107’ | Извештај       | Хант 68’ |

| Борусија Дортмунд | Ливерпул |

|               |    |                   |  |
|               |    |                   |  |
| GK            | 1  | Ханс Тилковски    |  |
| RB            | 2  | Герхард Цилиакс   |  |
| LB            | 3  | Теодор Редер      |  |
| MF            | 4  | Дитер Курат       |  |
| CB            | 5  | Волфганг Паул (к) |  |
| MF            | 6  | Рудолф Асауер     |  |
| RW            | 7  | Рајнхард Либуда   |  |
| IN            | 8  | Алфред Шмит       |  |
| CF            | 9  | Зигфрид Хелд      |  |
| IN            | 10 | Вилхелм Штурм     |  |
| LW            | 11 | Лотар Емерих      |  |
| Тренер:       |    |                   |  |
| Вили Мултхауп |    |                   |  |

|            |    |                |  |
|            |    |                |  |
| GK         | 1  | Томи Лоуренс   |  |
| RB         | 2  | Крис Лоулер    |  |
| LB         | 3  | Џери Берн      |  |
| MF         | 4  | Гордон Милн    |  |
| CB         | 5  | Рон Јејтс (к)  |  |
| MF         | 6  | Вили Стивенсон |  |
| RW         | 7  | Иан Калахан    |  |
| IN         | 8  | Роџер Хант     |  |
| CF         | 9  | Иан Сент-Џон   |  |
| IN         | 10 | Томи Смит      |  |
| LW         | 11 | Питер Томпсон  |  |
| Тренер:    |    |                |  |
| Бил Шенкли |    |                |  |

| Помоћне судије: Мишел Китабдијан (Француска) Робер Елије (Француска) |